# Helmstorf (Adelsgeschlecht)
Helmstorf, auch Helmsdorf, war der Name eines briefadeligen Geschlechts aus dem südlichen Tirol, das 1670 im Mannesstamm erlosch. Die Familie ist zu unterscheiden von dem schwäbischen Adelsgeschlecht Helmsdorf.

## Geschichte
Die Familie, zuvor Metzger und Wirte in Lana am Gries, sollen nach Tirol eingewandert sein, wo sie im 15. Jahrhundert das Turngut bzw. Helmstorf oberhalb von Mitterlana erwarben und sich nach dem Ansitz den Namen „von Helmstorf“ gaben. Der im 13. Jahrhundert erbaute Wohnturm mit Nebengebäude wurde vergrößert und zu einem Edelsitz erweitert. Conrad Metzger wurde 1477 erwähnt und um 1510 geadelt. 1524 erfolgte die Aufnahme in die Reihe der Tiroler Landstände. 1526 erscheint „Leonhard Helbenstorffer metzger am Gries.“ In der Reformationszeit tendierte Balthasar von Helmstorf heimlich zum Luthertum. Während er den öffentlichen Gottesdiensten fern blieb, empfing er die Messe von befreundeten Priestern in seiner Schlosskapelle.
Am 16. Mai 1548 erhob Kaiser Karl V. die Brüder Georg und Balthasar Helmstorfer in Augsburg in den Reichsritterstand mit Besserung ihres Wappens. 1557 besaß Balthasar von Helmstorf eine Schmelzhütte in Ulten und 1570 „ain Haus am grieß und Mül samt Garten.“ Außer den etschländischen Gütern gehörte ihm ein Edelsitz in Wagrain im unteren Inntal, in der er sich zu Ostern aufhielt. Die Familie erhielt 1567 die Aufnahme in die Tiroler Adelsmatrikel und die Adelsfreiheit ihres gleichnamigen Ansitzes in Lana. 1574 erteilte der Landesfürst Erzherzog Ferdinand II. von Tirol Leopold von Helmstorf die Erlaubnis den in Oberlana gelegenen Rednerhof, der bis zum Aussterben der Vorbesitzer ein adliger Ansitz gewesen war, mit den gleichen Freiheiten in seine alten Rechte wieder einzusetzen und ihn Ansitz Lanegg nennen zu dürfen. Der Sohn von Georg, Abraham von Helmstorf, saß 1596 im Tiroler Landtag. Christine von Helmstorf brachte als Hochzeitsgut Lanegg 1614 an die Freiherren von Hausmann. Das Geschlecht ist 1670 mit Georg Gaudenz von Helmstorf, Lehensinhaber von Ried, im Mannesstamm erloschen.          
Der Ansitz Helmstorf fiel durch die Heirat der Tante von Georg Gaudenz, Anna Maria von Helmstorf mit dem bestellten Fähnrich von Tirol Hans Adam Tändl, an die Familie Tändl, die sich von da an „Tändl von Helmstorf“ nannte. Erzherzog Ferdinand II. von Tirol erhob am 20. Juli 1592 in Innsbruck Hans Adam Tändl in den erblichen Adelsstand. Die Familie führte als Wappen „in roten Felde einen Hirsch, der auf dem gekrönten Helm wachsend wiederholt ist.“ Ein Votivbild in der von Hans Adam Tändl und seiner Frau wiederhergestellten Kapelle von Helmstorf erinnert an seine Familie, die am Tag der unschuldigen Kinder 1607 vom Bischof von Chur geweiht wurde. Der Enkel von Georg Gaudenz, Johann Christoph von Greiffen, Geheimrat, Präsident und Hofmarschall des Markgrafen von Baden erhob Kaiser Leopold I. am 10. Mai 1678 in Wien in den erblichen Freiherrenstand, mit der Erlaubnis sein Wappen mit denen der ausgestorbenen von Helmstorf zu vereinigen.         

## Wappen
"Wappen Geviert: 1 und 4 in Schwarz und Silber geteilt, darin ein Löwe gewechselter Farben, einen silbernen Helm haltend; 2 und 3 in Silber schrägrechts eine rote Wecke, Helm mit silbernen roten Bunde und dem wachsenden Löwen, zwischen einem offenen silbernen Flug, beidseitig belegt mit der roten Wecke."

## Genealogie

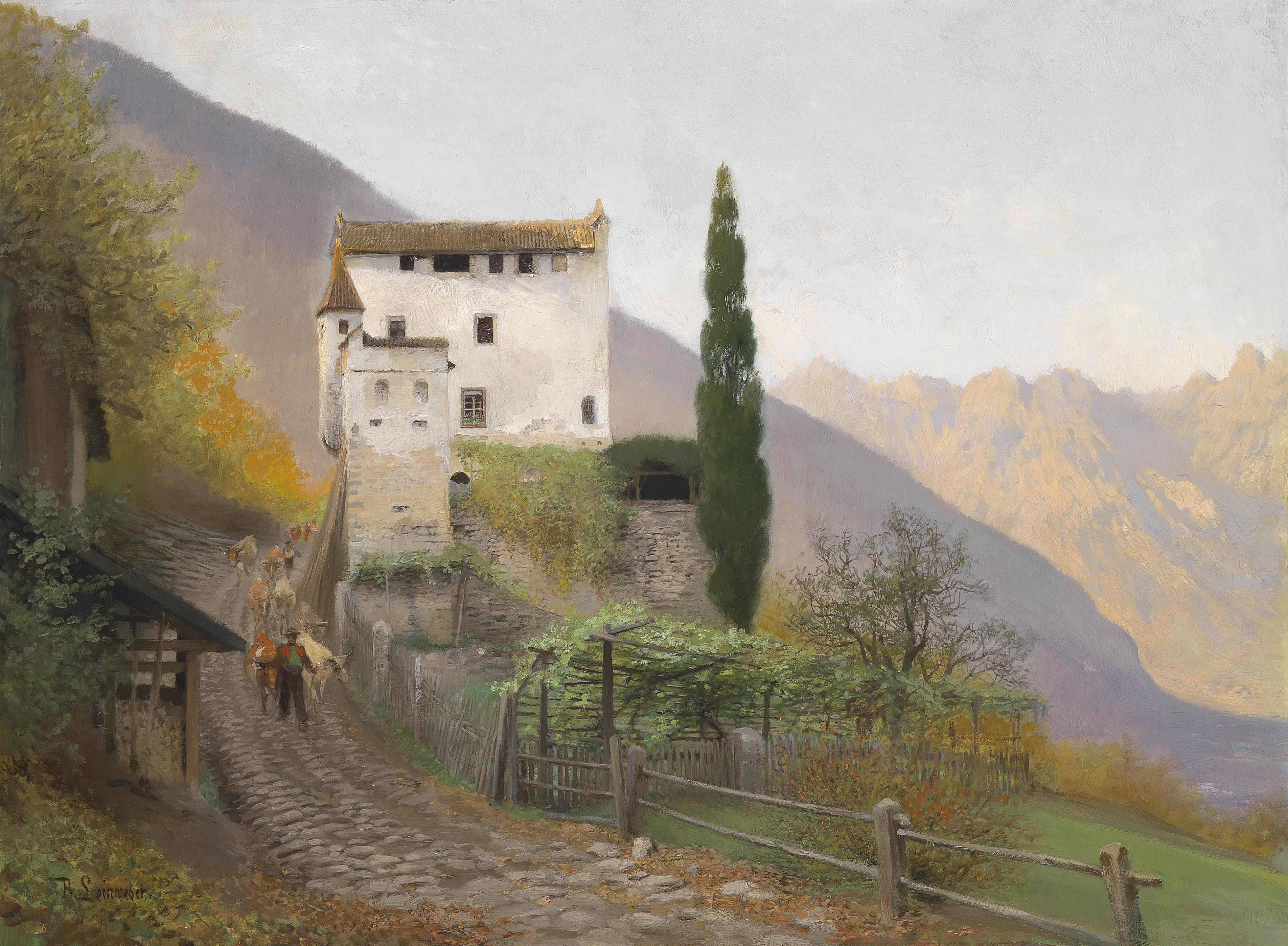
Ansitz Helmsdorf bei Völlan

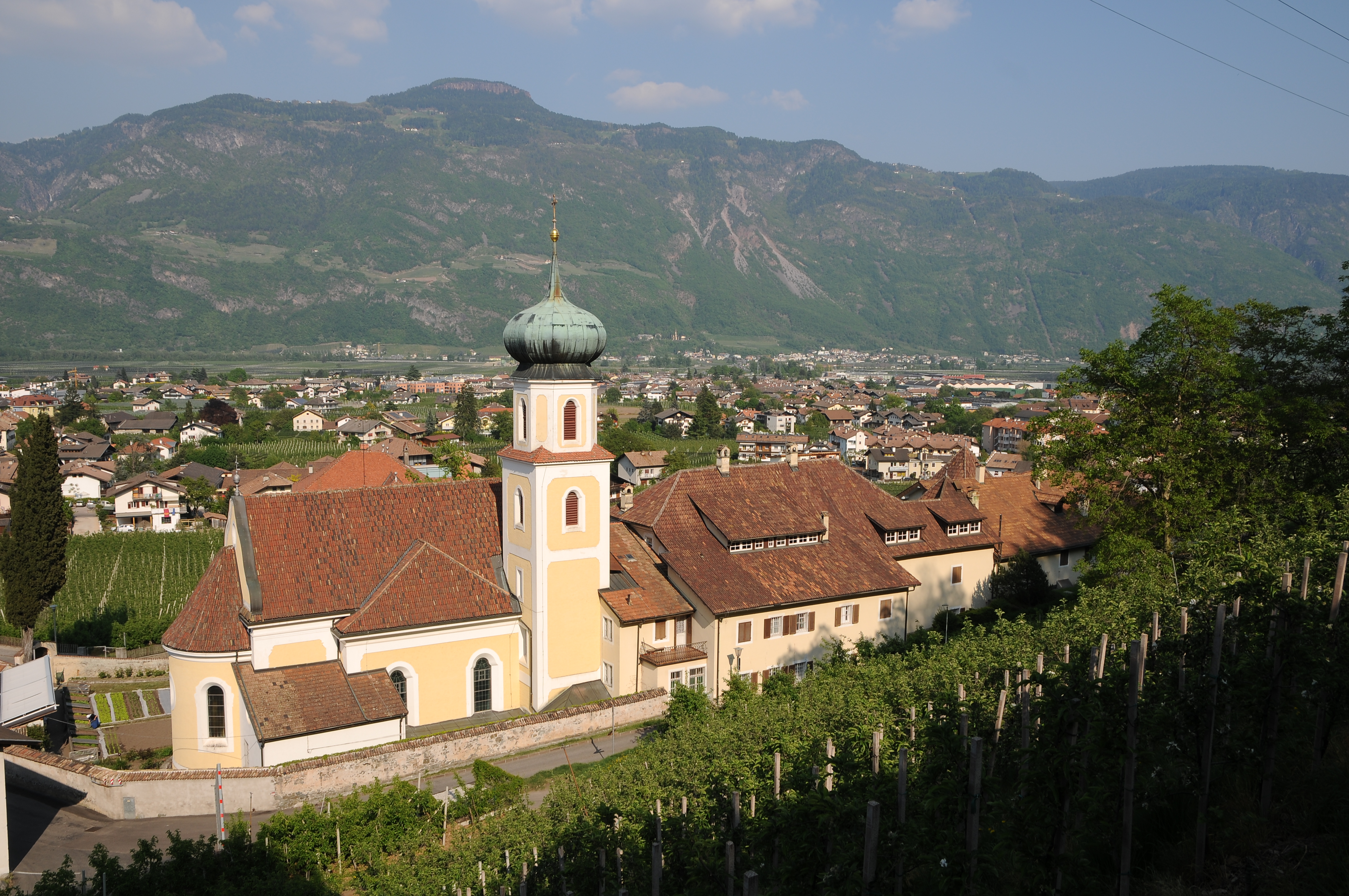
Ansitz Lanegg, heute Kloster

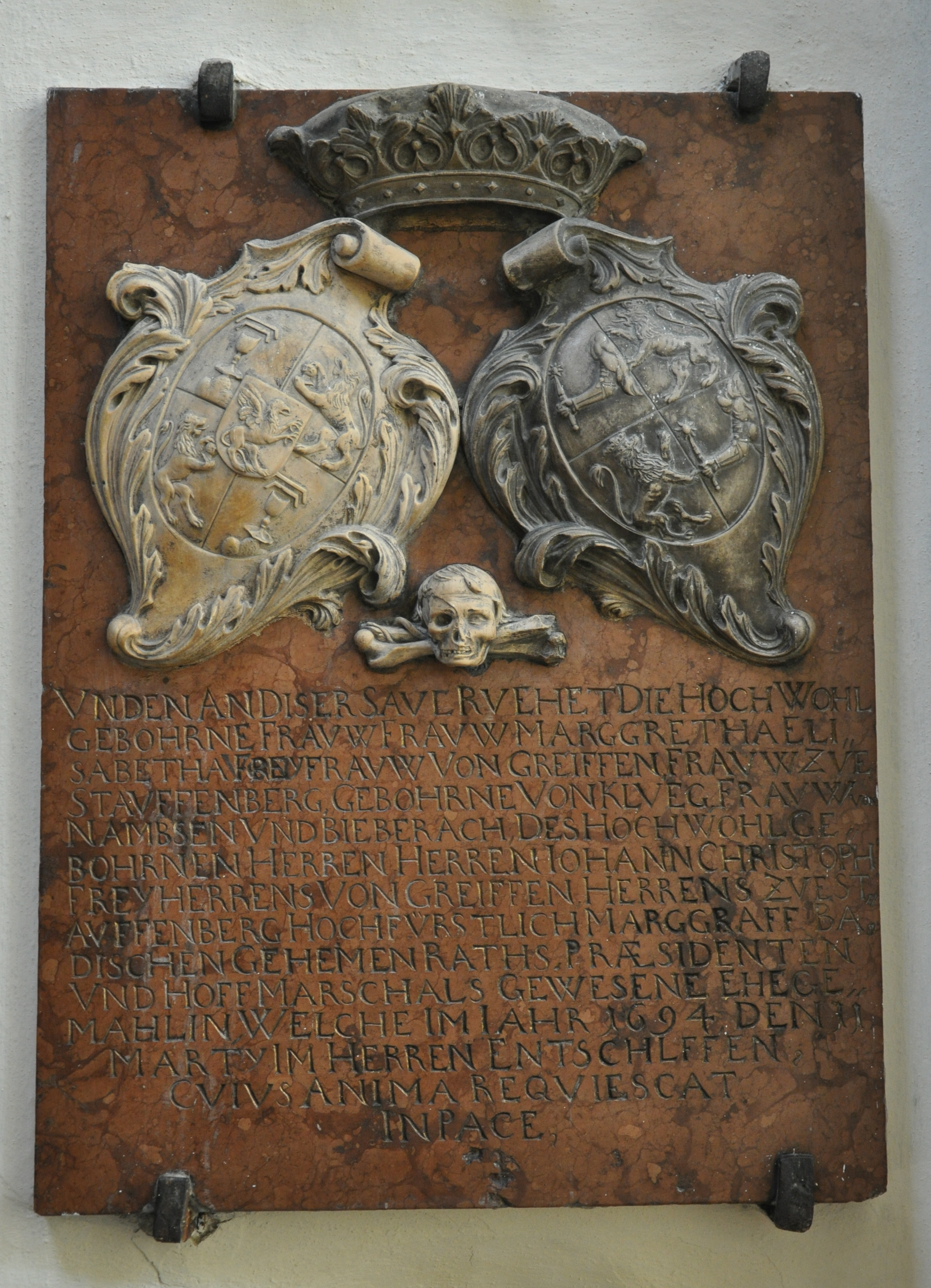
Epitaph für Margaretha von Greiffen in der Wiener Michaelerkirche

1. Conrad Metzger, seit ca. 1510 von Helmstorf († nach 1510); ⚭ NN
  1. Hans von Helmstorf († nach 1528); ⚭ NN
    1. Georg, seit 1548 Ritter von Helmstorf († nach 1568); 1.⚭ Barbara von Goldegg; 2.⚭ Elisabeth Gertraud von Koestlau 
      1. Isaak (Esaias) von Helmstorf († vor 1596); ⚭ Anna Heyrling von Sauseneck
        1. Anna Maria von Helmstorf; ⚭ Hans Adam Tändl, seit 1592 Tändl von Helmstorf
        2. Hans Georg von Helmstorf, Hauptmann auf Penedo († nach 1626); ⚭ Maria von Küebach
          1. Balthasar von Helmstorf († nach 1595)
          2. Georg Gaudenz von Helmstorf († um 1670); ⚭ NN
            1. Maria Helena von Helmstorf († nach 1718); ⚭ Johann Nikolaus von Greiffen
              1. Johann Christoph von Greiffen, seit 1678 Freiherr von Stauffenberg; ⚭ Margaretha Elisabetha von Klueg († 1694)

      2. Abraham von Helmstorf, 1596 im Tiroler Landtag; ⚭ Catharina Gößl von Thurn

    2. Balthasar, seit 1548 Ritter von Helmstorf († nach 1568)
    3. Leopold von Helmstorf zu Lanegg († nach 1574); ⚭ Margaretha Schneeberger von Salthaus
      1. Hans Friedrich von Helmstorf († nach 1626)
      2. Leonhard von Helmstorf zu Lanegg († nach 1582); ⚭ Walburga Steigenwalder
        1. Agnes von Helmstorf; ⚭ NN von Ruepp
        2. Walburga von Helmstorf; 1.⚭ Johann Kleinhans († 1584); 2.⚭ 1585 Christoph Kripp von Freudeneck, Hauptmann
        3. Hans Friedrich von Helmstorf

    4. Hans von Helmstorf († nach 1550); ⚭ Barbara Thalhacker
      1. Balthasar von Helmstorf zu Wagrain († vor 1605); ⚭ NN
        1. Burkhard von Helmstorf; ⚭ Euphrosina  von Goldegg
        2. Barbara von Helmstorf; ⚭ 1571 Freidank Gößl von Muelbach

    5. Maria von Helmstorf († nach 1565); ⚭ Jakob Lechner von Leheneck

  2. Margaretha von Helmstorf († 1512); ⚭ Leonhard von Goldeck